# Дубиевка (Шепетовский район)
Дубиевка (укр. Дубіївка) — село в Шепетовском районе Хмельницкой области Украины.
Население по переписи 2001 года составляло 267 человек. Почтовый индекс — 30414. Телефонный код — 3840. Занимает площадь 97 км².

## История
В 1946 году указом ПВС УССР село Дерманка переименовано в Дубиевку.

## Местный совет
Городнявский сельский совет: 30413, Хмельницкая обл., Шепетовский р-н, с. Городнявка